# U-Bahn-Station Steintor

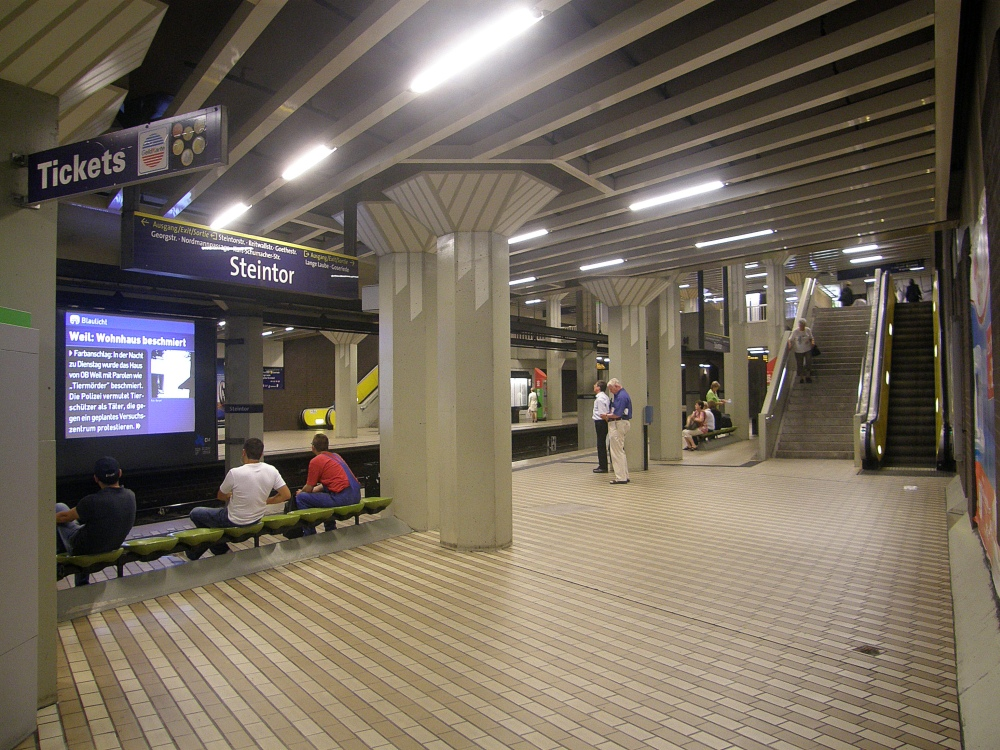
U-Bahn-Station Steintor

Die U-Bahn-Station Steintor ist eine wichtige U-Bahn-Station auf der C-Strecke der Stadtbahn Hannover. Sie befindet sich unter dem gleichnamigen Platz im hannoverschen Stadtteil Mitte. Westlich der Station zweigt die C-Nord-Strecke in Richtung Nordhafen und Haltenhoffstraße von der C-West-Strecke in Richtung Stöcken und Garbsen ab. Es halten hier die Linien 4, 5, 6 und 11.

## Geschichte
Die Station wurde am 30. März 1984 eröffnet. Zunächst fuhr hier nur die Linie 1, die hinter der Station ihren provisorischen Endpunkt hatte. Am 2. Juni 1985 wurde die C-West-Strecke vollständig eröffnet, am 26. September 1993 folgte die C-Nord-Strecke.
Da die Abzweigung der C-Nord von der C-West in der ursprünglichen U-Bahn-Planung nicht vorgesehen war, wurde die Station lediglich zweigleisig und nicht, wie bei solchen Verzweigungsstationen üblich, dreigleisig errichtet.

## Beschreibung

### Stationsteil C-Strecke
Die Station hat am westlichen und am östlichen Ende zwei nicht miteinander verbundene Verteilerebenen in der -1-Ebene, über die der Zugang der darunter befindlichen Bahnsteigebene −2 erfolgt. Der westliche Zugang verfügt über Rolltreppen, der östliche über Rolltreppen und Aufzüge. Letztere erreichen allerdings nicht die Straßenebene, so dass diese von mobilitätseingeschränkten Personen nur über eine lange Rampe erreicht werden kann.
Die nächste Station in Richtung Osten ist Kröpcke, im Westen ist es auf der C-West-Strecke Königsworther Platz und auf der C-Nord-Strecke Christuskirche.

### Bauvorleistung D-Strecke

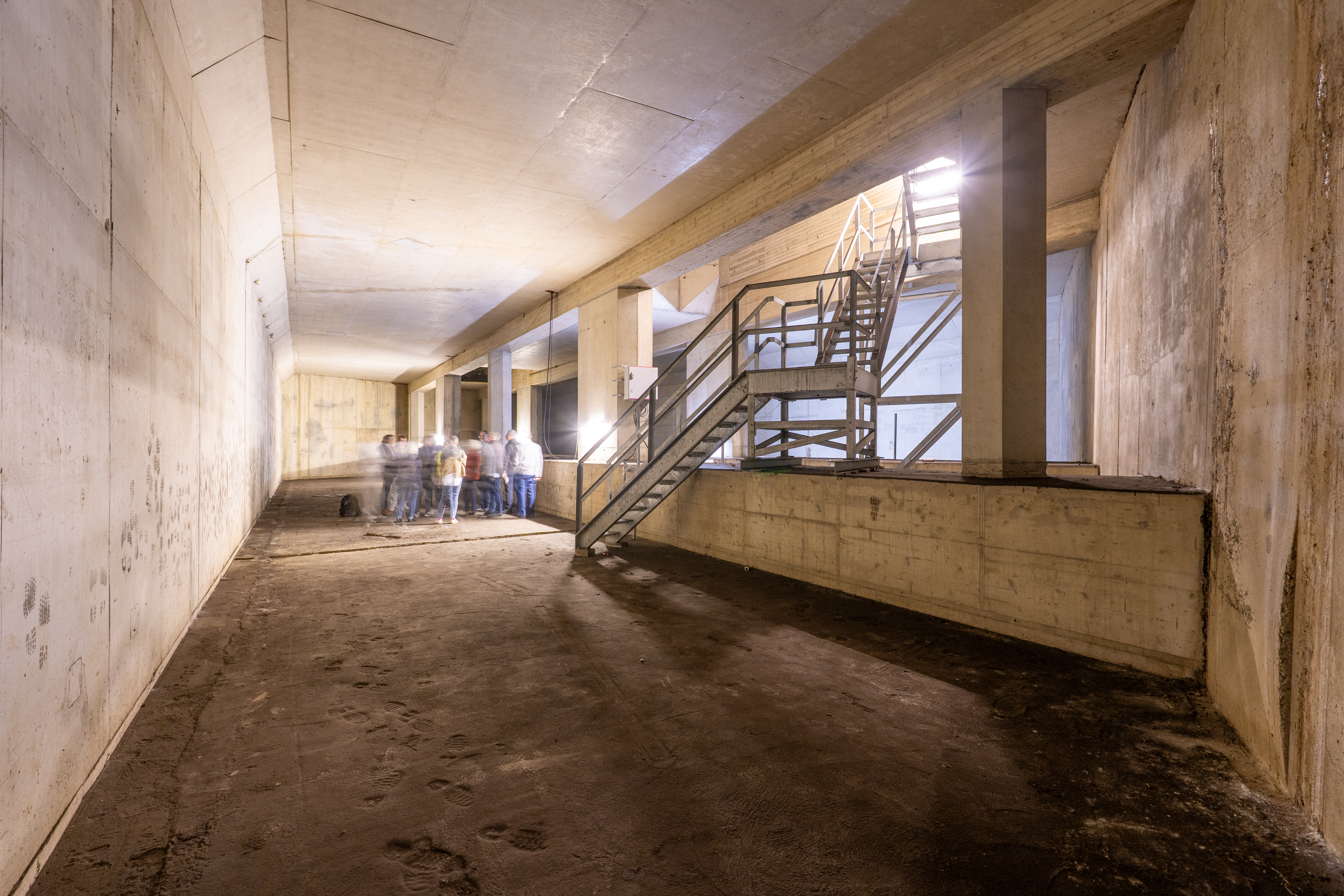
Bauvorleistung D-Strecke

In der -3-Ebene befindet sich eine teilweise im Rohbau errichtete weitere U-Bahn-Station, die als Bauvorleistung für einen ursprünglich geplanten vierten U-Bahn-Tunnel (D-Tunnel) errichtet wurde. Der Rohbau liegt diagonal unter dem Stationsteil der C-Strecke und wurde nur in deren Breite errichtet. Er ist daher wesentlich kleiner als die Bauvorleistung für die D-Strecke unter der U-Bahn-Station Hauptbahnhof. Ablesbar in Richtung und Ausdehnung ist diese Vorleistung anhand der im 60°-Winkel verlegten Bodenstreifen und den Säulenanordnungen. Im Endausbau würde sich die Station zu einer Kreuzungsstation wandeln und auf der C-Ebene beidseitig öffnen. Die heutigen Wände in der Stationsmitte mit den drei Werbetafeln wären dann verschwunden und würden den Ausblick auf den Mittelbahnsteig der D-Linie in der –3-Ebene ermöglichen. Vorbereitungen für feste Treppen und Rolltreppen sind in der Stationsdecke vorhanden und provisorisch abgedeckt. Der Zugang zu dieser Vorleistung erfolgt durch eine Tür am Bahnsteig Gleis 5 in Richtung Kröpcke neben den drei Werbetafeln.
Ebenfalls am Bahnsteig Gleis 5 befindet sich zudem eine Tür, die zu einem Treppenhaus führt, das an das sogenannte Gleis 56 angeschlossen ist, welches eine Ebene tiefer liegt. Zwischen der Station Kröpcke und der Station Steintor wurde mittig zwischen die Streckengleise ein Betriebsgleis gelegt, welches das Gleis 5 vor der Station Steintor kreuzungsfrei unterquert. Bei einem späteren Netzausbau soll damit eine Betriebsverbindung von der C- zur D-Strecke und zum Betriebshof Glocksee hergestellt werden. Dieses Gleis hat jedoch keine topographische Anbindung mit einem Bahnsteig an die Station und umfährt selbige. Nahe dem Treppenhaus endet dieses Gleis bisher jedoch in einer Kurve vor einer provisorischen Wand. Es wurde seit Eröffnung der Strecke als Wendegleis benutzt.
Die für die Nahverkehrsplanung zuständige Region Hannover hat zunächst vom Bau des vierten Tunnels Abstand genommen. Stattdessen wurde die Strecke seit 2015 oberirdisch ausgebaut. Die Strecke führt seit September 2017 zum Raschplatz. Bis dahin hatte sie zum Aegidientorplatz geführt. Statt den D-Teil der U-Bahn-Station weiter zu bauen, wurde bis Ende 2018 oberirdisch in der Münzstraße südlich der Langen Laube ein Hochbahnsteig in Mittellage errichtet. Der Bahnsteig hat einen Treppenabgang zur westlichen Verteilerebene der U-Bahn-Station. Nördlich des Hochbahnsteigs schließt sich am Fuß der Rampe die Aufstellfläche (Fußgängerinsel zwischen den D-Gleisen) an, die auch dem kreuzenden Fußgängerverkehr zur Langen Laube und zur Georgstraße dient und zum Aufzug zwischen Straßenebene und westlicher Verteilerebene führt. Von der Verteilerebene soll jeweils ein Aufzug nach unten zu jedem der Bahnsteige der C-Strecke führen.

## Linien
| Linie | Verlauf | Takt                                       |
| ----- | --- | ------------------------------------------ |
| 4     | Garbsen – Auf der Horst – Marienwerder/Wissenschaftspark − Freudenthalstraße – Bahnhof Leinhausen – Herrenhäuser Gärten – Leibniz-Universität – Königsworther Platz – Steintor – Kröpcke – Aegidientorplatz – Marienstraße – Braunschweiger Platz – Clausewitzstraße – Kantplatz – Nackenberg – Bahnhof Karl-Wiechert-Allee – Medizinische Hochschule – Roderbruch | 10 min (werktags) 15 min (sonn-/feiertags) |
| 5     | Stöcken – Freudenthalstraße – Bahnhof Leinhausen – Herrenhäuser Gärten – Leibniz-Universität – Königsworther Platz – Steintor – Kröpcke – Aegidientorplatz – Marienstraße – Braunschweiger Platz – Clausewitzstraße – Kantplatz – Nackenberg – Tiergarten – Anderten                                                                                               | 10 min (werktags) 15 min (sonn-/feiertags) |
| 6     | Nordhafen – Hainhölzer Markt – Bahnhof Nordstadt – An der Strangriede – Christuskirche – Steintor – Kröpcke – Aegidientorplatz – Marienstraße – Braunschweiger Platz – Kinderkrankenhaus auf der Bult – Brabeckstraße – Kronsberg – Messe/Ost (EXPO-Plaza) | 10 min (werktags) 15 min (sonn-/feiertags) |
| 11    | Haltenhoffstraße – An der Strangriede – Christuskirche – Steintor – Kröpcke – Aegidientorplatz – Marienstraße – Braunschweiger Platz – Clausewitzstraße – Hannover Congress Centrum – Zoo | 10 min (werktags) 15 min (sonn-/feiertags) |